# Дальсланд (ландскап)
Дальсланд (швед. Landskap Dalsland) — історична провінція (ландскап) у південно-західній частині центральної Швеції, в регіоні Йоталанд. Існує лише як історико-культурне визначення. Територіально входить до складу ленів Вестра Йоталанд і Вермланд.

## Географія
Дальсланд межує на півночі з Вермландом, на півдні з Вестерйотландом, на заході з Богусленом, на північному заході з Норвегією, а зі сходу його омивають води озера Венерн.
Ландшафт Дальсланду дуже різноманітний. Тут є скелясті гори Кроппеф'єлль, озера, річки. Поміж горами та озером Венерн лежить рівнинна місцевість Дальбуслеттен.

## Історія
У XVI столітті шведський король Густав І поділив Швецію на лени, після чого Дальсланд втратив свою адміністративну автономію. На початку XX століття було ліквідовано й 5 герадів (härad), на які розділявся ландскап.

## Адміністративний поділ
Ландскап Дальсланд є традиційною провінцією Швеції і не відіграє адміністративної ролі.

### Населені пункти
Більші міста й містечка:
- Омоль
- Меллеруд
- Бенгтсфорс
- Ед
- Фергеланда

## Символи ландскапу
- Рослина: незабудка
- Птах: крук
- Гриб: маслюк звичайний

## Галерея

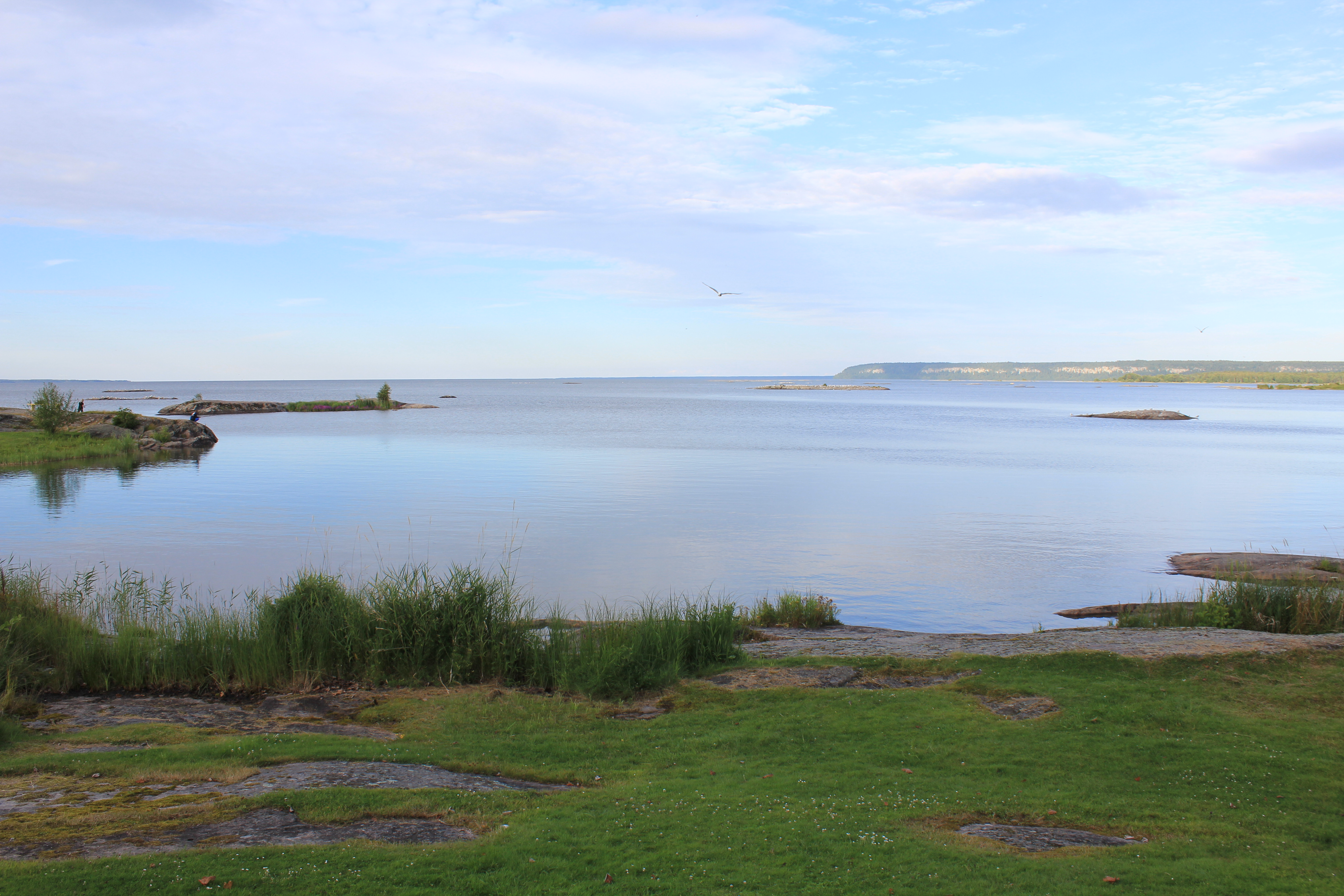
Озеро Венерн
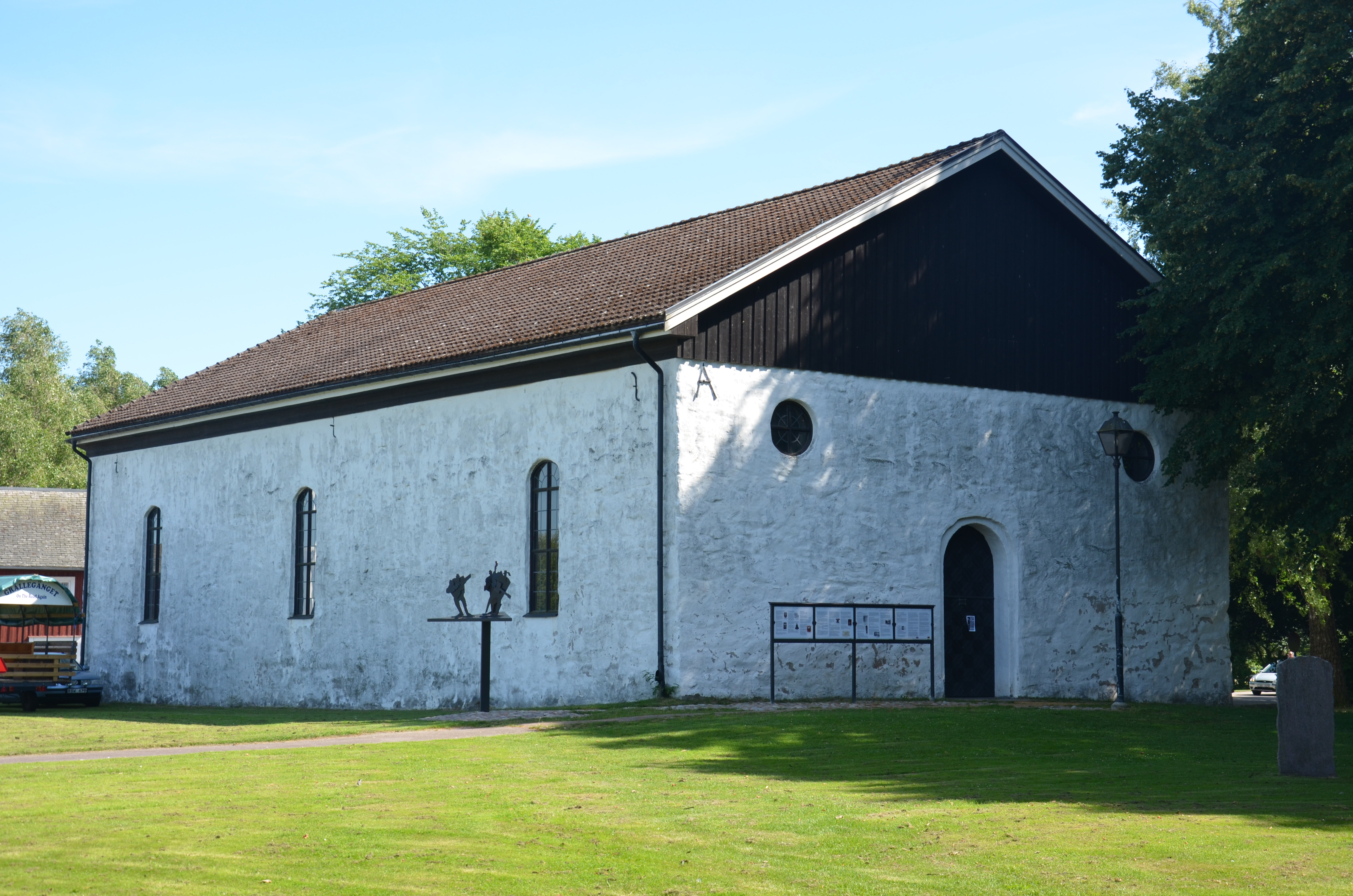
Стара церква в місті Омоль
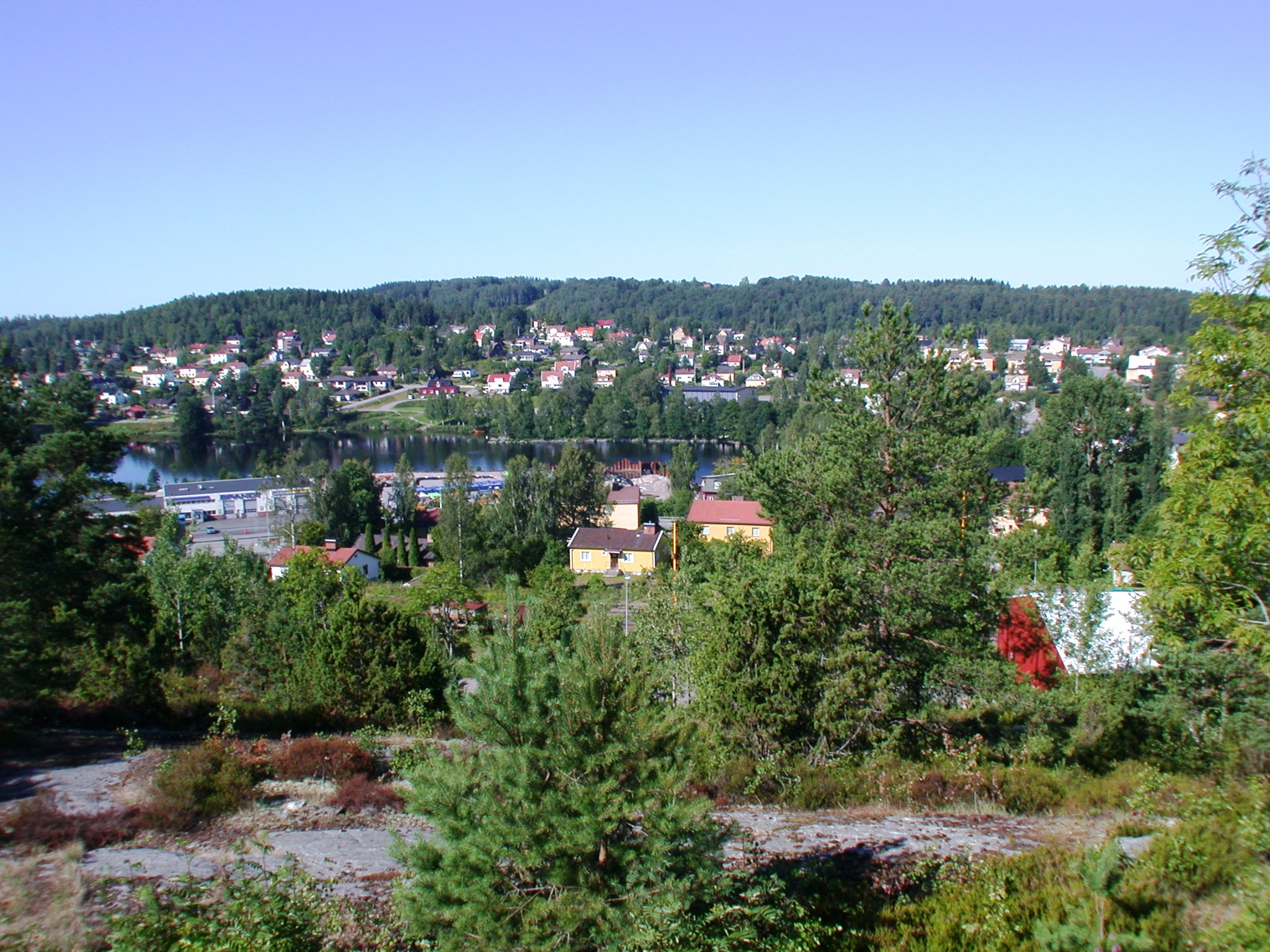
Містечко Бенгтфорс у Дальсланді
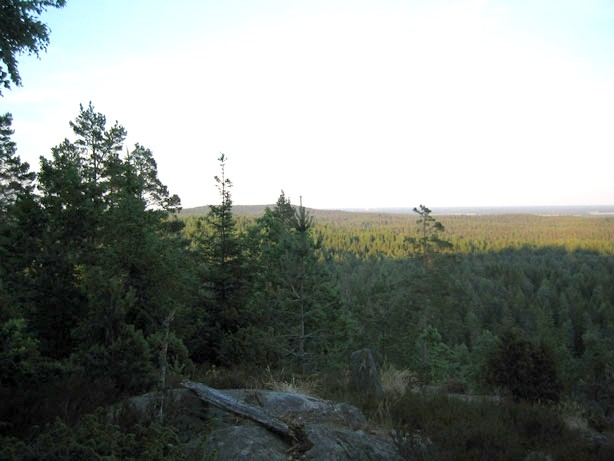
Гори Кроппеф'єлль
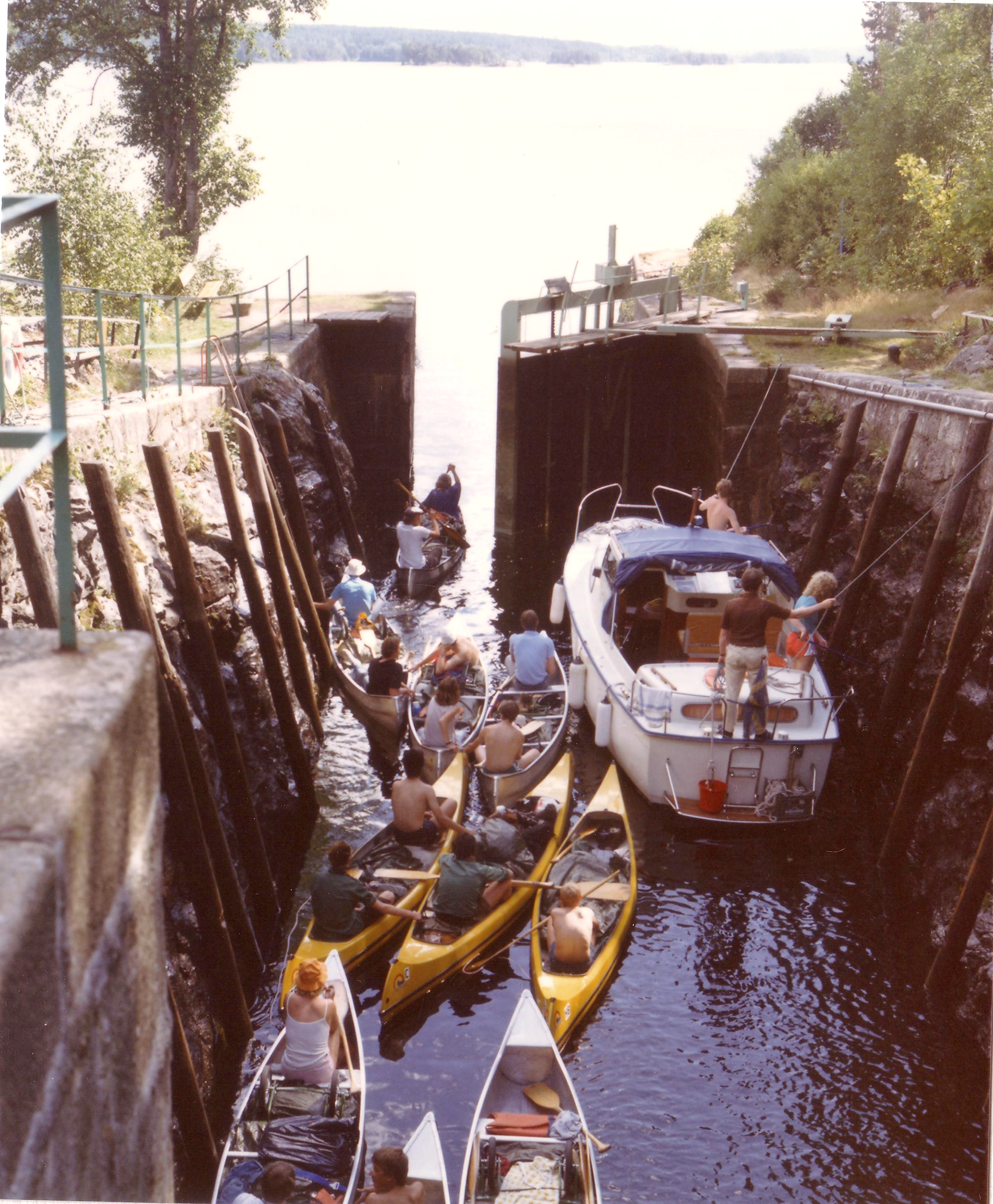
Шлюзи на озері Лелонген